# Вааг, Ирина Дмитриевна
Ири́на Дми́триевна Ваа́г (в девичестве Саломы́кова; 28 ноября 1961, Москва — 12 апреля 2015, Агат (Гуам), Гуам) — советская и российская гребчиха-байдарочница, выступала за сборную СССР и России в 1980-х — 1990-х годах. Призёр чемпионатов мира, многократная победительница всесоюзных и республиканских первенств, участница двух летних Олимпийских игр. На соревнованиях представляла спортивное общество «Спартак», заслуженный мастер спорта СССР (1984).

## Биография
Ирина Саломыкова родилась 28 февраля 1961 года в Москве. Обучалась в средней общеобразовательной школе № 831. Активно заниматься греблей начала в раннем детстве, состояла в добровольных спортивных обществах «Труд» и «Спартак». Первого серьёзного успеха добилась в 1983 году, когда завоевала две золотые медали взрослого всесоюзного первенства, в гонке байдарок-четвёрок на полукилометровой дистанции и в эстафете 4 × 500 м. Год спустя вновь была лучшей в тех же дисциплинах, должна была участвовать в Олимпийских играх в Лос-Анджелесе, однако страны социалистического лагеря бойкотировали эту Олимпиаду, и вместо этого спортсменка выступила на турнире «Дружба-84» в ГДР, где с четвёркой заняла первое место. За это достижение по итогам сезона была удостоена почётного звания «Заслуженный мастер спорта СССР» и награждена медалью «За трудовую доблесть».
В 1985 году на чемпионате Советского Союза Саломыкова выиграла полукилометровый заезд двоек, затем на чемпионате мира в бельгийском городе Мехелен в составе четырёхместной байдарки финишировала на пятистах метрах второй. В сезоне 1987 года побывала на мировом первенстве в Дуйсбурге, откуда привезла бронзовую медаль, выигранную в той же дисциплине. Через год стала чемпионкой всесоюзного первенства сразу в трёх категориях: среди одиночек, двоек и четвёрок на дистанции 500 метров. Благодаря череде удачных выступлений удостоилась права защищать честь страны на летних Олимпийских играх 1988 года в Сеуле, где участвовала в полукилометровых заплывах двоек и четвёрок и в обоих случаях дошла до финала, но в решающих гонках заняла пятое и четвёртое места соответственно.
Сезон 1989 года Ирина Саломыкова начала с двух побед в зачёте всесоюзного чемпионата, одолела всех соперниц-одиночниц на 5000 метров, была лучшей среди двухместных и четырёхместных байдарок на 500 метров. На чемпионате мира в болгарском Пловдиве завоевала две бронзовых медали — на двухместной и четырёхместной байдарках.
В следующем году вновь выиграла пятикилометровую дистанцию в чемпионате СССР и попробовала выступить в этой дисциплине на чемпионате мира в Познани — в итоге добавила в послужной список ещё одну бронзовую медаль мирового первенства.
После распада СССР представляла Россию. В 1992 году вошла в состав так называемой объединённой команды, собранной из спортсменов бывших советских республик для участия в Олимпийских играх в Барселоне, однако показала результаты ниже достижений четырёхлетней давности — на одиночной байдарке сумела дойти только до стадии полуфиналов, с четвёркой прошла в финал, но финишировала там лишь девятой. Впоследствии неоднократно участвовала в чемпионатах России, выигрывала медали различного достоинства.
В 1996 году стала тренером высшей квалификации, работала преподавателем в республиканском училище олимпийского резерва в Бронницах, состояла в Федерации гребли на байдарках и каноэ России, где отвечала за организацию марафонских регат.
В 1999 году, почти через 20 лет после поступления, окончила Российскую государственную академию физической культуры.
В 2000 году, после неудачной попытки пройти квалификацию на Олимпиаду в Сиднее, приняла решение завершить карьеру профессиональной спортсменки, уступив место в сборной молодым российским гребчихам.
Эмигрировала в США, проживала в городе Чесапик (Виргиния).
Трагически погибла 12 апреля 2015 года в результате несчастного случая. Похоронена в Нью-Йорке.

## Правительственные награды
- Медаль «За трудовую доблесть» (23 апреля 1985)[1].